# La Moisson (film, 1952)
Pour les articles homonymes, voir La Moisson.
Pour plus de détails, voir Fiche technique et Distribution.
La Moisson (ou Le Retour de Vassili Bortnikov ; Vozvrashchenie Vasiliya Bortnikova) est un film soviétique tourné en 1952. Il s'agit de la dernière œuvre réalisée par Vsevolod Poudovkine avant sa mort.

## Synopsis
Après cinq ans de silence Vassili Bortnikov revient au village et découvre que, le croyant mort à la guerre, sa femme a pris un autre compagnon. Vassili chasse son remplaçant, lequel devient réparateur à l'atelier de réparation de machines agricoles. L'entente ancienne entre Vassili et Avdiota ne se rétablit pourtant pas. Par ailleurs, Vassili est élu président de kolkhoze mais sa tâche s'annonce malaisée : la moisson menace ruine.

## Fiche technique
- Production : Mosfilm
- Directeur de production : Viktor Biyazi
- Réalisation : Vsevolod Poudovkine
- Scénario : Galina Nikolaïeva, Yevgueni Gabrilovitch, d'après le roman de Galina Nikolaïeva, Jatva (La moisson), Prix Staline 1951
- Directeur de la photographie : Sergueï Ouroussevski
- Musique : Kirill Milchanov
- Décors : Boris Chebotariov, Abram Freidine
- Dates de sortie :
  -  Union soviétique : 23 mars 1953
  -  France : 15 septembre 1954

## Distribution
- Sergueï Loukianov : Vassili Bortnikov, directeur du kolkhoze
- Natalia Medvedeva : Avdotia Bortnikova, femme de Vassili
- Nikolaï Timofeiev : Stepan Mokhov, mécanicien
- Anatoli Tchemodourov : Boris Chekanov, commissaire politique
- Inna Makarova : Froska Blinova
- Anatoli Ignatiev : Pavel, brigadier
- Nonna Mordioukova : Nastia Ogorodnikova, traktoriste
- Klara Loutchko : Natalia Doubko, ingénieur
- Vsevolod Sanaev : Kantaurov
- Nikolaï Dobronravov : secrétaire du Komsomol
- Nikolaï Chamine : Kouzma, père de Bortnikov
- Andreï Petrov : Vitia
- Maria Yarotskaïa : grand-mère Vassilissa
- Rimma Chorokhova : Oliouchka